# Голямо черноглаво коприварче
Голямото черноглаво коприварче (Sylvia atricapilla) е вид прелетна птица от семейство Коприварчеви. Среща се и в България.

## Физически характеристики
На големина е колкото полското врабче, а телосложението е тънко, изящно и стройно. Дължината на тялото е 13 – 15 cm, а размахът на крилата – 20 – 23 cm.
Оперението му е сиво-кафяво, а в долната страна на тялото – по-светло, белезникаво. Мъжките имат характерно черно теме, а при женските и младите индивиди то е ръждивокафяво. Маховите и рулеви пера са сиви.
Песента е мелодична и ясна с характерни леко меланхолични звуци, напомнящи флейта. Основно пеят мъжките и много рядко женските. Сигналът за тревога е рязък и отсечен, напомнящ звука „чек-чек-чек...“.

## Разпространение
Ареалът на разпространение на голямото черноглаво коприварче е изключително обширен. Освен това броят на птиците бавно се увеличава и размерът на популацията е изключително голям. Това отдалечава птицата от прага на уязвимост и според критериите за обхват и брой на птиците видът се смята за незастрашен. Общият брой на голямото черноглаво коприварче се изчислява на около 10 милиона индивида, като Европа се обитава от 75 – 94% от всички птици. Тенденцията от 1980 година на континента показва, че популациите се повишават умерено, преценено на базата на предварителните данни за 21 страни в Европа, включени в общата схема за мониторинг на птиците.
Голямото черноглаво коприварче е частичен мигрант. Разпространено е в Северозападна Африка, Предна Азия, Западен Сибир, Атлантическото крайбрежие до долината на река Об, Мала Азия и Кавказ. Среща се в цяла Европа, с изключение на северните части на Скандинавския полуостров.  В Норвегия ареалът му достига до 69° северна ширина, в европейската част на Русия – до 63-тия паралел, а в долината на река Об – до 64°. През последните години се забелязва, че все повече птици остават да зимуват в Европа. Птиците от северните и източните страни на континента са напълно мигриращи.
В България долита през април и отлита през октомври. Среща се в цялата страна, с изключение на обезлесените земеделски райони на Тракийската низина, Дунавската равнина и Добруджа.
Като цяло видът зимува в южните части на Пиренейския полуостров, Средиземноморието и Северна Африка до екватора. Много рядко се среща и на юг от Сахара. Пролетната миграция започва през март, а есенната – през септември и октомври. Интересен е фактът, че птиците от най-северните страни мигрират до най-южните граници от ареала на зимуване, преминавайки над райони, които също предоставят необходимите условия за това. Птиците, живеещи на север мигрират по-рано от тези, които живеят на юг. Миграцията на южните обитатели започва чак след като северните птици са преминали през района им. По време на прелет една птица може да се задържи средно между 4 – 8 дни на едно място, преди да продължи пътя си. Птиците от всички възрасти и от двата пола мигрират заедно. Проучванията върху поведението на птиците при миграция показват, че продължителността и посоката на миграция се предава на младите птици по генетичен път. Така птици, които са отгледани на затворено, постепенно губят желанието си за миграция.

## Начин на живот и хранене
Голямото черноглаво коприварче е типична горска птица. Среща се както в равнините, така и в планинските райони до 1700 m надморска височина. Обитава паркове и градини в населени места, крайречни гори и редки и богати на гъст подлес широколистни гори. Европейските форми показват ясно предпочитание към смърчови гори. Предпочита влажните райони и често се среща край водоеми. Случва се да лети за кратко като колибри, след което каца, а понякога се приучва да виси и надолу с главата като синигерите.
Птицата предпочита да се храни и да пее от короната на дърветата, кацнала на до 20 метра височина и най-често набавя храната си именно там. Събира я по тънките клонки и листата на дървета, по храстовия подраст, а понякога и по тревата.
През гнездовия сезон се храни с различни насекоми – бръмбари, главно от семействата Хоботници и Листоядни, гъгрица, мухи, комари, личинки, мекотели, както и пеперуди и техните гъсеници. През останалото време консумира плодове – офика, бъз, череша, орлов нокът, малини, къпини, боровинки и други. Птицата спомага за разпространението на тези растения, тъй като семената им не се преработват в стомаха ѝ. Тя е изключително изобретателна при хранене. Наблюдавани са птици, които ползват клюна си за да протрият външната част на плодовете на имела, като движат клюна си напред-назад по някой клон, докато плодът се разтвори, след което изяждат само вътрешността му. Интересни случаи са наблюдавани в Испания, където птиците изяждат малките маслини цели, а по-големите изкълвават само отвън, като оставят костилката. В Англия е регистриран случай, при който голямо черноглаво коприварче отваря капака на съд, за да си вземе грах.

## Размножаване
В ареала на гнездене първи пристигат мъжките птици, които веднага заемат подходяща по големина територия. Обичайно това е терен с площ от 0,2 до 0,9 ha за една двойка. Някои от тях се настаняват на територия 3 до 5 пъти по-обширна от необходимата за гнездене. Впоследствие тя бързо намалява под натиска на новопристигналите птици, докато достигне обичайните си размери. Други самци заемат територия с площ, равна на тази, която им е необходима, веднага след пристигането си, без да надвишават стандартните граници. От друга страна някои мъжки освобождават териториите си още в края на май и те веднага се заемат от съседни двойки, които разширяват собствения си район.
Веднага след пристигането си самецът започва интензивно да пее, за да привлече самка. В песента му се редуват тихи звуци, които се чуват само от близко разстояние, и звънки силни трели. Коприварчето е добър певец и през пролетта песните му се чуват от сутрин до вечер.
Голямото черноглаво коприварче започва да прави гнездо 10 – 20 дни след пристигането си. Изгражда го върху малки широколистни и иглолистни дървета, както и по храсти в подлеса. Понякога гнездата се срещат и по клоните на високи дървета, но в тези случаи те са разположени далеч от стъблото, в периферната част на короната. Намират се на височина около 1 – 2 метра от земята. По него работят и двете птици в продължение на 5 – 6 дни. То има формата на ажурна чаша със заоблени ръбове и е изградено от треви, коренчета, лико, мъхове и лишеи. Застлано е с малки перца, косми и тънки, спретнато подредени сухи стебла. В някои страни, видът често гнезди в близост до черния кос и обикновената чинка. Разстоянието между две съседни гнезда обикновено е между 70 и 100 метра. В площ от 1 km2 може да има между 3 до 55 двойки. През зимата този брой може да достигне до 500 птици/km2, достигайки през февруари до 1000/km2, след което намаляват до 700 броя/km2 през март.
В края на април или началото на май женската снася от 4 до 6 светлокафяви или мръсно бели яйца, изпъстрени с размити ръждиви и кафяви петна. Двете птици ги мътят на смени в продължение на 11 – 12 дни. В първите дни след излюпването на птиченцата, женската почти непрекъснато ги загрява, дори и в хубаво време, но след 2 – 3 дни започва да помогне на мъжкия в храненето им. Малките напускат гнездото 14 дни след излюпването си, но родителите, главно майката, продължават да ги хранят още десетина дни. На една година птиците стават полово зрели. Голямото черноглаво коприварче имат две поколения годишно – първото през април, а второто през юли. При второто снесените яйца са по-малко. При провалено първо люпило е възможно единият от родители да напусне двойката и територията ѝ, но най-често двамата родители остават заедно за второто люпило.